# Kathedraal van Santa Cruz do Sul
De Kathedraal van St. Johannes de Doper (Portugees: Catedral de São João Batista) te Santa Cruz do Sul, Rio Grande do Sul, Brazilië behoort tot het Bisdom Santa Cruz do Sul. Het bevindt zich langs de Rua Ramiro Barcelos aan de overkant van het Praça Getúlio Vargas in het centrum van de stad. De kathedraal is gewijd aan Johannes de Doper en is een van de grootste van Zuid-Amerika in neogotische stijl. Het is de bekendste toeristische attractie van de stad. Tevens is het een populaire trouwlocatie en zijn er veel trouwfoto’s te vinden aan de wand van het interieur.

## Geschiedenis
De eerste katholieke kerk werd gebouwd in 1863 op initiatief van priester Jose Manoel da Conceicao Braga. Hij was de eerste priester van de kerk. Op 1 februari 1928 onder leiding van architect Simon Gramlich ging de bouw van de kathedraal op die plaats van start. Gedurende de bouwprocedure werd de leiding waargenomen door ingenieur Ernesto Matheis. Ondanks het feit dat de kathedraal nog volop in aanbouw was en pas 40 jaar later werd voltooid, werd op 2 augustus 1936 de eerste kerkdienst gehouden. Met de oprichting van het Bisdom Santa Cruz do Sul, die enkele gemeenten bestrijkt, werd sinds 1959 de naam Johannes de Doper gegeven aan de kathedraal. Het bouwwerk werd uiteindelijk in 1977 voltooid na de afwerking van de twee grote torens en de 66 kleinere.
Het schilderij achter het altaar heeft de naam “Grupo da Cruz”, wat “Groep van het kruis” betekent en werd geschilderd door Arno Seer en Roman Riesch. Het glas in lood is gemaakt door Albert Gottfrid Veit, Leopod Höpf, Joseph Veigel, Albert Joseph Georg Veit, Hans Veit en Albert Höpf; allen familie van elkaar met hun eigen familiebedrijf Veit & Filho. Zij waren een van de vele Duitse families die begin 1900 waren geëmigreerd naar Brazilië; in het bijzonder naar deze stad.

## Dimensies
Lengte: 80 meter
Breedte: 38 meter
Hoogte: het schip is 26 meter hoog. De torens zijn ieder 82 meter hoog.

## Galerij

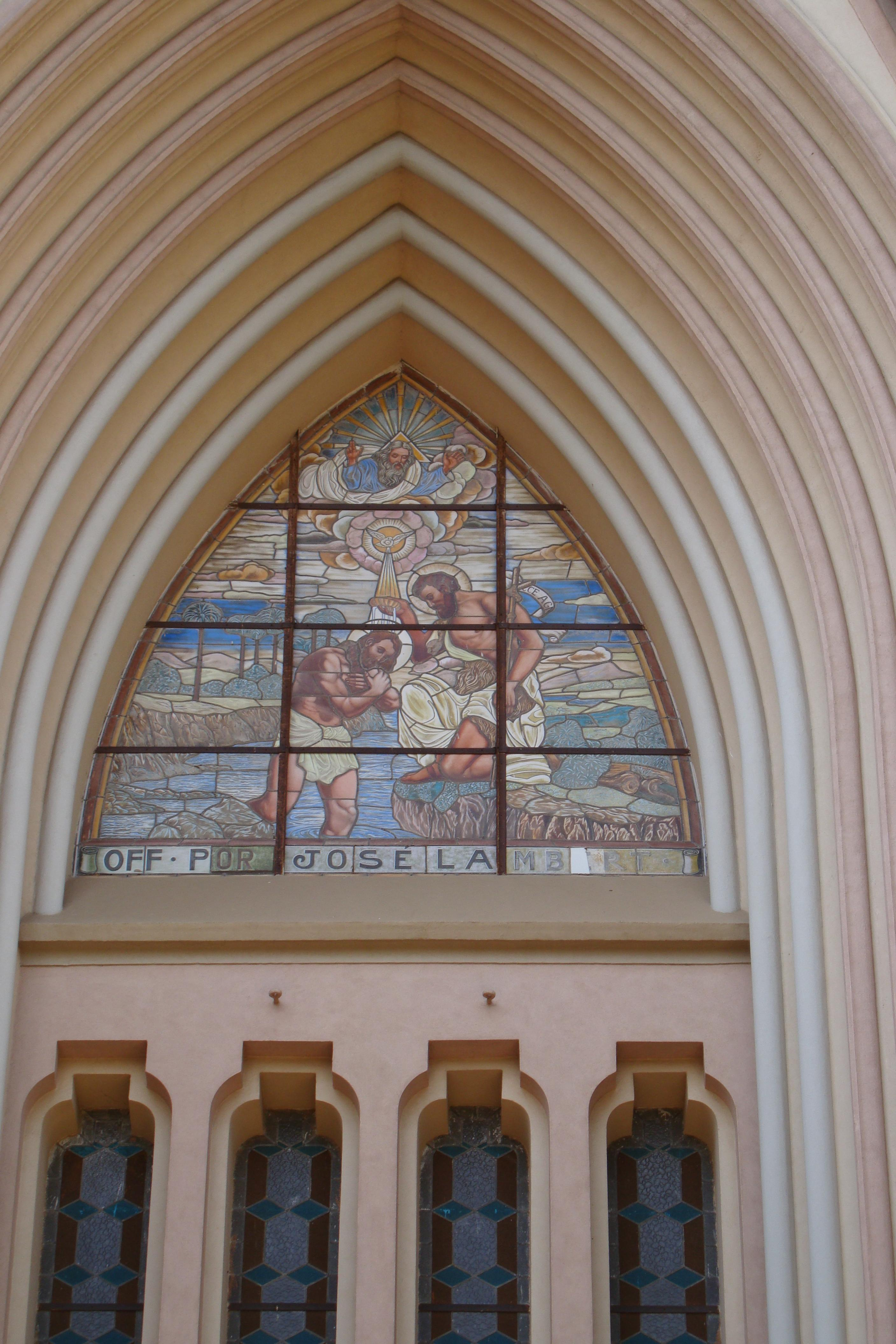
Glas in lood van de doop van Jezus Christus.
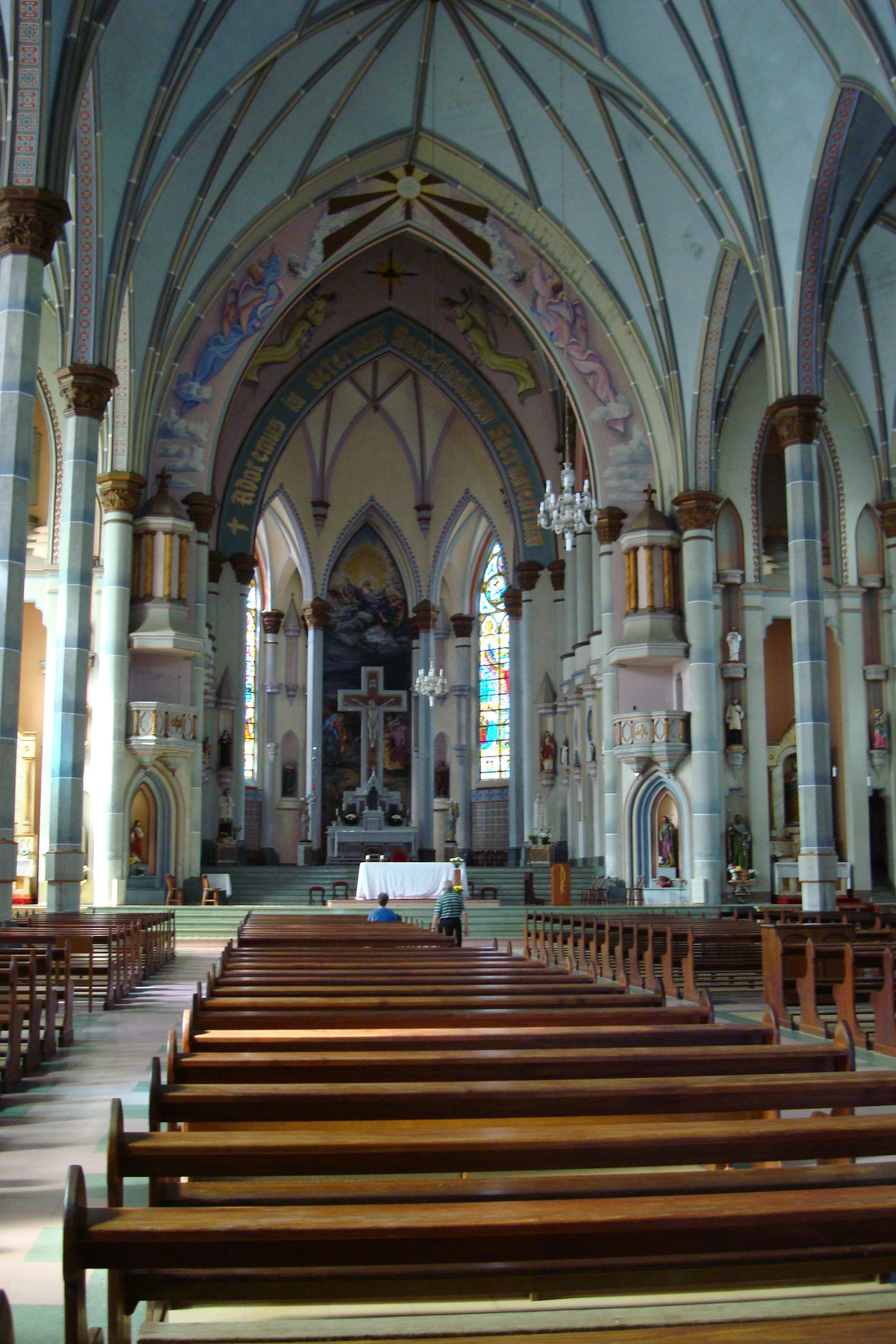
Interieur van de kathedraal.
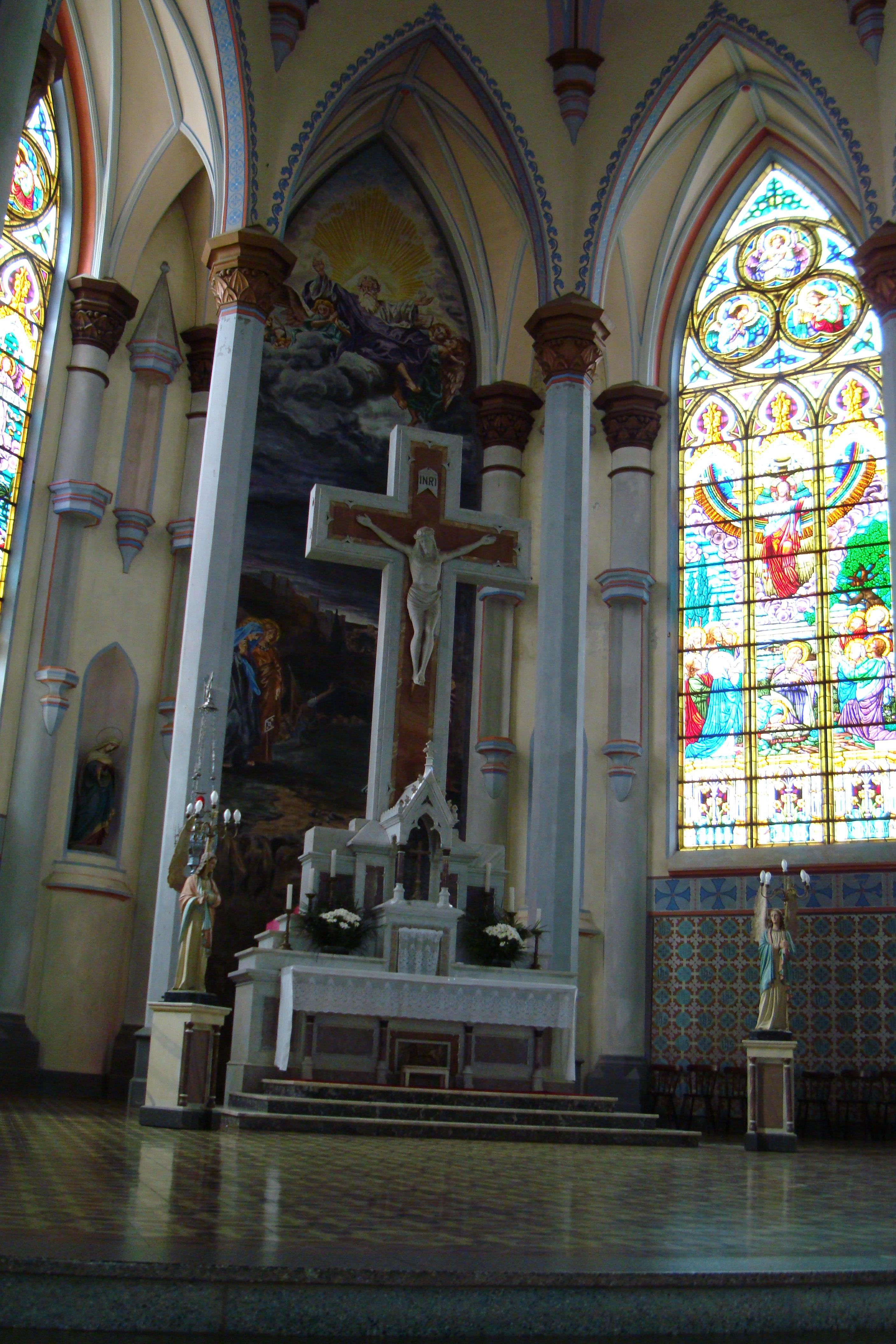
De pastorie.